# La puerta y la mujer del carnicero
La puerta y la mujer del carnicero es una película mexicana de 1968 del género de suspenso, terror y comedia negra y es, en realidad, una compilación del cortometraje “La puerta” (dirigido por Luis Alcoriza) y el mediometraje “La mujer del carnicero” (dirigido por Ismael Rodríguez y Chano Urueta).

## Sinopsis
Partiendo de las premisas (mencionadas al comienzo del primer episodio y al empezar el segundo episodio) de que el hombre, por instinto, teme a lo inexplicable y, cuando ese temor se hace colectivo, en ocasiones mueve a la risa, ya que el mundo en que vivimos es tan absurdo que, si buscan bien, encontrarán a muchas personas -tal vez ustedes mismos- que tienen también su “monstruo en el clóset" y que cuando hay inquietudes de culpabilidad, ese temor puede convertirse en miedo, llegar al pánico, finalmente al pavor y hasta el horror se nos presentan dos historias ambientadas en el México contemporáneo (es decir, de finales de la década de 1960) y revolucionario, respectivamente.

### Primer episodio:«La puerta»
- Dirección: Luis Alcoriza.
- Guion: Luis Alcoriza y Pedro Miret.

Elenita y Jorge son un matrimonio de clase media alta quien se mudó a una nueva casa y deciden hacer una fiesta para celebrarlo. La misma transcurre normalmente hasta que el Dr. Gracia -uno de los invitados- descubre por accidente una puerta que da hacia un largo y oscuro pasillo y, en medio de la penumbra, súbitamente se le aparece un extraño hombre alto, corpulento y desnudo quien, sin mediar palabra, camina hacia él.
Aterrado por esta aparición el galeno cierra la puerta pero, al volver a abrirla un rato después, descubre que el mismo sujeto regresa hacia él y vuelve a cerrarla de golpe; sólo que ahora otros invitados también presenciaron este descubrimiento y, poco a poco, todos se percatan de este hallazgo (incluyendo a los anfitriones, quienes tampoco conocían de la existencia de dicha puerta y el pasillo) para, seguidamente, comenzar a hacer todo tipo de elucubraciones y especulaciones sobre qué o quién es ese misterioso sujeto que está detrás de la puerta hasta que Raúl, otro de los invitados de la fiesta, decide abrirla para enfrentarse al enigmático invitado pero tras el miedo colectivo causado al ver que éste se les acerca, tanto Jorge como el Dr. Gracia, el padre de Raúl y otros invitados más deciden clausurar la puerta colocando frente a ella un aparador -y, más tarde, vemos que alguien coloca sigilosamente un crucifijo- para luego ir todos a cenar.
Más tarde, Raúl se percata de que los invitados están un poco aburridos y le propone a su grupo de amigos que jueguen con el extraño invitado al hacer que cada uno de ellos abra y cierre la puerta de golpe. En un principio la familia de Raúl se opone a esta idea por miedo, pero aquel termina por convencerlos y luego vemos que los demás invitados terminan siguiendo su ejemplo en forma entusiasta y divertida, concluyendo así este episodio.

### Segundo episodio:«La mujer del carnicero»
- Dirección: Ismael Rodríguez y Chano Urueta.
- Guion: Pedro de Urdimalas y Mario Hernández.

En pleno apogeo de la Revolución Mexicana un tren con un importante cargamento de monedas de oro es asaltado a la altura del poblado de San Gabriel por un grupo de tropas villistas comandadas por el coronel Soberón y éste le pide a Melitón Torres, un humilde carnicero del lugar quien está casado con la bella, sensual, coqueta y ambiciosa Remedios, que le guarde temporalmente el botín proveniente del asalto.
El coronel esconde las monedas de oro dentro de unos cinturones, los cuales son bautizados por los villistas como “víboras” (por el tintineo que hacen al llevarlas uno consigo, similar a una cascabel) y le encarga al teniente Juan Ramírez que vaya a casa de Melitón con dicho cargamento y espere allí hasta que llegue Jones, un traficante de armas estadounidense, para recogerlo y entregarle las armas y municiones a los revolucionarios. Juan llega a casa de Melitón y, al enterarse Remedios de la existencia del botín, ella convence en secreto a su marido de asesinar al visitante para quedarse con el mismo, aprovechando también el hecho de que el recién llegado fue, en el pasado, otro de los tantos amantes de Remedios.
Sin embargo, justo cuando la pareja terminó de enterrar el cadáver del teniente en el chiquero de la casa, llega el cura del pueblo a preguntar por Juan, ya que es su sobrino y lo había visto de lejos poco tiempo antes. Melitón lo niega todo pero, al ver que están allí el caballo y el sombrero del difunto, el sacerdote discute con el dueño de la casa y éste, asustado, lo corre del lugar por lo que, a estas alturas, Remedios decide arriesgarse colocándose los cinturones y huyendo de la casa.
Al día siguiente Melitón va a la iglesia a confesar el homicidio de Juan pero chantajea al cura aduciendo que no puede denunciarlo a las autoridades so pena de romper el secreto de confesión, para luego irse a la cantina. Horas más tarde y ya completamente borracho Melitón llega a la casa y se encuentra con una desconocida botella de licor, se la toma y, de repente, comienza a sufrir unas extrañas alucinaciones en donde tanto los objetos y los cuadros de santos y vírgenes de la casa comienzan a tener vida propia y su asombro termina convirtiéndose en terror al ver frente a frente al cura, el coronel y al mismísimo Juan en la casa por lo que, atormentado, finalmente lo admite todo para luego desmayarse; posteriormente el espectador descubre que lo anterior no fue más que un plan orquestado por Soberón, Pedro -el hermano gemelo de Juan- y el cura (quien colocó en la botella una mezcla de peyote con mezcal) para que el carnicero confesara.
Por otra parte Remedios es descubierta por soldados villistas, pero logra zafarse de sus captores aduciendo que está embarazada y, cuando uno de ellos le comenta el exagerado tamaño de su vientre, les contesta a modo de broma que está cargando víboras pero, un rato más tarde y mientras ella sigue caminando, vemos que extrañamente se le zafa... ¡Una víbora de verdad! finalizando así la película.

## Elenco

### Primer episodio:«La puerta»
- Ana Luisa Peluffo ... Elenita
- Armando Silvestre ... Jorge
- Luis Aragón ... Sr. Ordiñez, Amigo de Jorge
- Manuel Leal “Tinieblas” ... Hombre misterioso detrás de la puerta (no aparece en los créditos)
- Luis Lomelí ... Dr. Gracia
- Carlos Piñar ... Raúl
- Luis Manuel Pelayo ... Sr. Peón, invitado en la fiesta
- Beatriz Baz ... Sra. Peón, invitada en la fiesta
- Augusto Benedico ... Padre de Raúl
- Hortensia Santoveña ... Madre de Raúl
- July Furlong ... Hermana de Raúl
- Heidi Blue ... Esposa del Dr. Gracia
- Leticia Robles ... Invitada en la fiesta
- Rosario Gálvez ... Invitada en la fiesta
- Pancho Córdova ... Invitado en la fiesta
- Alicia Ravel ... Invitada en la fiesta
- Manuel Zozaya ... Invitado en la fiesta
- Patricia de Morelos ... Invitada en la fiesta
- José Luis Caro ... Invitado en la fiesta
- Jorge Radó ... Invitado en la fiesta

### Segundo episodio:«La mujer del carnicero»
- Ignacio López Tarso ... Melitón Torres
- Katy Jurado ... Remedios
- Narciso Busquets ... Coronel Soberón
- Manuel López Ochoa ... Teniente Juan Ramírez / Pedro Ramírez
- Chano Urueta ... Sacerdote
- Ahui Camacho … Niño
- José Chávez ... Villista
- Raúl Meraz ... Oficial federal cautivo por los villistas
- Armando Acosta ... Tololo, cantinero amanerado en el bar (no aparece en los créditos)
- Manuel Alvarado ... Pepe, cantinero amanerado en el bar (no aparece en los créditos)
- José Muñoz ... Villista (no aparece en los créditos)
- Mario García "Harapos" ... Villista (no aparece en los créditos)
- Manuel Vergara "Manver" ... Asaltante del tren (no aparece en los créditos)
- Vicente Lara "Cacama" ... Asaltante del tren (no aparece en los créditos)
- Jorge Arvizu ... Voces del sacerdote y el oficial federal (no aparece en los créditos)